# Aegopinella epipedostoma
Aegopinella epipedostoma es una especie de molusco gasterópodo de la familia Oxychilidae en el orden de los Stylommatophora.

## Distribución geográfica
Se encuentra en la República Checa
- Datos: Q4687667
- Multimedia: Aegopinella epipedostoma / Q4687667